# Берлінська декларація (1945)
Берлінська декларація (нім. Berliner Erklärung/Deklaration) від 5 червня 1945 року або Декларація про поразку Німеччини, уряди Сполучених Штатів Америки, Радянського Союзу, Великої Британії та Тимчасовий уряд Французької Республіки, діючи від імені Союзники у Другій світовій війні, спільно взяли на себе де-юре «верховну владу» над Німеччиною після її військової поразки та підтвердили легітимність їхнього спільного визначення питань, що стосуються її управління та кордонів до майбутньої Потсдамської конференції.

## Передумови
Акт про капітуляцію Німеччини від 8 травня 1945 року передбачав лише військову капітуляцію німецьких військових сил, і німецькі підписанти були представниками Верховного командування Німеччини. Тому повні цивільні положення щодо безумовної капітуляції німецької держави залишилися без явної формальної підстави. Союзники з Європейською консультативною комісією погодили всеосяжний текст беззастережної капітуляції, який мав бути використаний у потенційних обставинах повалення нацистської влади в Німеччині військовою або цивільною владою. Після цього в Німеччині мав бути створений післянацистський уряд, який би прагнув до перемир'я. Але нацистська влада трималася до останнього; Адольф Гітлер здійснив самогубство в руїнах Берліна 30 квітня 1945 року, а претензії Карла Деніца, його номінального наступника, на створення цивільного уряду у Фленсбурзі були неприйнятними для союзників. Тому раніше погоджений текст капітуляції, перероблений у вигляді декларації з розширеною пояснювальною преамбулою, був прийнятий односторонньо чотирма представницькими силами Союзників як Декларація щодо поразки Німеччини 5 червня 1945 року. В ній чітко визначалася позиція Союзників, що після грубих злочинів нацизму і в умовах повної поразки Німеччина тепер не має уряду або центральної адміністрації, і що урядова влада в Німеччині внаслідок цього була призначена як спільна власність чотирьох Представницьких Сил Союзників від імені усіх Союзників взагалі, влада, яка пізніше була створена в Союзників контрольна рада.
Принцип, згідно з яким воєнні дії проти Німеччини мали тривати до тих пір, поки її війська не складуть зброю на безумовній капітуляційній основі, був прийнятий союзниками в Московських деклараціях жовтня 1943 року, де також заявлялося, що після капітуляції Німеччини всі особи, які брали участь у злочинах на територіях, що перебували під окупацією Німеччини, повертатимуться на ці території для судового розгляду і покарання, і вся верхівка Німеччини під класифікацією «злочинців» буде заарештована і «покарана за спільним рішенням уряду союзників», формулою, яка розумілася як ознака безсудового страту, яка залишалася політикою Великобританії до квітня 1945 року. Принципи Московських декларацій мали бути розроблені в ході роботи Європейської консультативної комісії з тим, щоб визначити, що Союзники взяли на себе зобов'язання знищити як нацизм, так і німецький мілітаризм у Європі. У цьому відношенні Британська воєнна рада погодилася з американським пропозицією, згідно з якою мали бути створені суди правосуддя, з тим наслідком, що всі індивідуальні лідери нацистів тепер мали бути суджені як злочинці, і всі нацистські установи, агентства та об'єднання мали бути визнані «злочинними організаціями», і при наявності доказів членства в них за цими організаціями мали застосовуватися судові покарання. Оскільки на практиці, станом на травень 1945 року, такі нацистські структури були єдиною діючою системою німецької цивільної адміністрації, це призвело до того, що ціла цивільна апаратура влади в Німеччині і всі зайняття в ній були визначені як «злочинна» діяльність на службі нацистської партії на підставі того, що «нацистська держава була структурно, з генезису та протягом усього свого існування, великим злочинним підприємством».
Незважаючи на те, що нацистська держава була визнана злочинним підприємством і не мала законних прав на виконання цивільної влади в Німеччині, «злочинна» класифікація не була розповсюджена Союзниками на Верховне командування Німеччини і члени Збройних сил. Генерали, які служили на службі нацистської держави, залишалися генералами, солдати залишалися солдатами, і військові накази, видані Верховним командуванням Німеччини, були законними наказами з юридичними наслідками аж до 8 травня 1945 року, хоча цивільна держава Німеччини вже вважалася вимерлою. З цього випливало, що представники Верховного командування Німеччини мали законне право підписати Акт капітуляції в Берліні, і їх накази армії, флоту та повітряним силам скидати зброю були законними наказами, які належало належним чином виконувати військовою дисципліною.

## Умови
У преамбулі декларації стверджувалася і німецька відповідальність за війну, і повна юридична зникнення Німецької нацистської держави як наслідок безумовної капітуляції всіх військових сил Німеччини і повної відсутності будь-якої центральної влади німецької держави. Проте текст статей Декларації у декількох місцях підтверджував подальше існування німецького національного народу та території, яка, на визначення Декларації, вважалася такою, як вона була визначена на 31 грудня 1937 року (після референдуму в Саарі 1935 року і перед Аншлюсом 1938 року), з урахуванням того, що чотири підписані сили також підтверджували свою владу визначати майбутні кордони Німеччини. Ця претензія на визначення кордонів Німеччини незабаром була реалізована через включення східних територій до Польщі і Радянського Союзу та створення Саарського протекторату на Заході. У преамбулі також було підтверджено чотирьох делегованих представників Урядів Сполучених Штатів Америки, Союзу Радянських Соціалістичних Республік і Сполученого Королівства та Тимчасового Уряду Французької Республіки як "Спільних Представників, " які відтепер вправляли вищу цивільну та військову владу на території Німеччини та над колишніми німецькими військовими силами. В іншому випадку текст декларації був тим, який було підготовлено, але не було використано в Акті капітуляції Німеччини від 8 травня 1945 року, в формі, яку раніше погодила Європейська консультативна комісія, але без включення запропонованої клозури про розчленування, який був доданий до угоди про капітуляцію під час конференції в Ялті.
Союзники заявили, що їх прийняття суверенних повноважень в межах Німеччини не вплине на її анексію. Декларація складалася з 15 статей, перші вісім статей стосувалися капітуляції німецьких збройних сил і їх здавання союзникам військового обладнання та розвідувальних активів. До липня 1945 року ці дії в основному були завершені.
Основними статтями для майбутнього управління Німеччиною були стаття 11, яка передбачала затримання і суд над нацистськими лідерами та іншими підозрюваними військовими злочинцями союзниками, і стаття 13, яка надавала майже необмежену владу союзникам для управління цивільною, економічною і правовою структурами Німеччини в зонах під їх контролем. Ця стаття широко використовувалася для проведення процесу денацифікації публічних установ та економічних підприємств на всіх рівнях німецького суспільства, видобуття репарацій і в радянській зоні також для здійснення великої програми земельної реформи шляхом перерозподілу експропрійованих сільськогосподарських земель з великих доокрізних земельних установ до власності виживших орендарів і фермерів, які були виселені з колишніх східних частин Німеччини.

## Правовий статус у міжнародному праві
Після декларації союзники стверджували, що коли колишню німецьку державу визнано як припинену існувати, її історичні установи та організація були вилучені під впливом злочинного наступу націстської влади, і будь-яка існуюча суверенна ідентичність для всієї Німеччини тепер представлена виключно Спільною Радою Керівництва союзників. Згідно умов Потсдамської угоди, союзники висловили свою намір використовувати повноваження повного суверенітету німецького народу через Спільну Раду Керівництва як виховання та з обмеженою тривалістю, і Міністерська рада закордонних справ отримала завдання підготувати умови для майбутнього мирного договору та остаточного врегулювання війни, і через Раду Керівництва створити зовсім новий німецький уряд та державу, придатну для прийняття такого врегулювання.
Але твердження союзників про те, що Німецька Рейх не існує більше, було викликано в юридичній і політичній дискусії, і декілька вчених вважали, що юридичне припинення існування держави може бути досягнуто тільки шляхом офіційного приєднання її народу та території до іншої держави і оскільки ця опція була відкрито відхилена в Берлінській угоді, то німецька національна держава мусить бути розглянута у якійсь формі як вижила після розпаду нацистської Німеччини незалежно від Союзнику Контрольної Ради Керівництва.
Поствоєнні юридичні дискусії також викликали суперечки стосовно повноважень, які прийняли союзники в статтях 11 і 13 для здійснення радикальних змін в громадських, юридичних і економічних структурах Німеччини, що прямо суперечать положенням Гаазьких конвенцій 1899 і 1907 років про повноваження та відповідальність, що обмежують військовий окупаційний режим під час воєнного часу. Союзники стверджували, що конвенції не можуть і не застосовуються в умовах окупації Німеччини, оскільки повна та стійка ліквідація нацизму і його злочинів проти людства та загального німецького мілітаризму були їхніми основними воєнними цілями. Навіть у жовтні 1944 року генерал Айзенгауер у своєму «Прокламація номер 1» щодо запланованої Союзникової окупації Німеччини обіцяв повне знищення нацизму і мілітаризму, призупинення німецької правової системи та взяття союзниками влади виконавчої, законодавчої і судової влади.
Після об'єднання Німеччини в 1990 році нащадки передвоєнних власників землі, які були експропрійовані, оскаржили юридичну підставу влади союзників щодо ініційованої радянською стороною реформи землі в Східній Німеччині і намагалися через німецькі суди позбавити нащадків вигодоодержувачів післявоєнної програми реформи власності або отримати компенсацію за поточною ринковою вартістю. Після послідовності чотирьох справ, які були розглянуті перед Федеральним конституційним судом протягом десяти років, у 2005 році було подано апеляцію до Європейського суду з прав людини, який визнав законність Союзникової окупації. Післявоєнна окупація Німеччини була визнана «окупацією sui generis», яка «надала повноваження суверенітету» союзникам.

## Підписанти
Декларацію підписали головнокомандувачі Союзнику:
- Георгій Жуков для Радянського Союзу
- Дуайт Д. Ейзенхауер для Сполучених Штатів
- Бернард Монтгомері для Великобританії
- Жан де Латр де Тассіньї для Франції

## Подальший розвиток подій
Військові сили заходніх союзників відступили на захід від первісної «лінії зіткнення», передавши адміністрування вакуумованих територій в радянську зону окупації і тимчасово взяли на себе адміністративні обов'язки від радянських сил в своїх секторах Берліна. Пізніше Потсдамська угода від 1 серпня 1945 року підтвердила створення британських, американських і французьких зон окупації та встановила кордон між Польщею та Німеччиною на лінії Одер-Неіссе. Колишні німецькі території на сході лінії тепер перейшли під адміністрування Польщі та Радянського Союзу (Калінінградська область), в очікуванні остаточного розподілу територій у майбутньому Остаточному німецькому мирному договорі. Договір був відкладений через ідеологічні та політичні розбіжності між союзниками і остаточно не був ратифікований до 1991 року, коли Угода про остаточне врегулювання щодо Німеччини набула чинності та офіційно завершила окупацію Німеччини.
30 серпня 1945 року було створено Союзникову раду контролю, щоб виконувати найвищу державну владу над союзницькою окупованою Німеччиною, яка вже не включала в себе східні німецькі території. У своїх початкових діях Союзникова рада контролю вважала себе єдиним репозитарієм суверенітету німецької держави, особливо щодо зовнішніх відносин, але вона в основному залишила кожну з союзницьких держав керувати своїми окупованими зонами, як вона вважала за потрібне. Однак роботу Союзникової ради контролю серйозно ускладнила блокування з боку представників союзників, які її представляли. Спочатку Франція, яку не запросили на Потсдамську конференцію і яка відмовилася дотримуватися Потсдамської угоди, а потім Радянський Союз у 1948 році вийшли з Ради контролю, що завадило їй знову зібратися аж до 1971 і 1990 років.

## Вшанування пам'яті

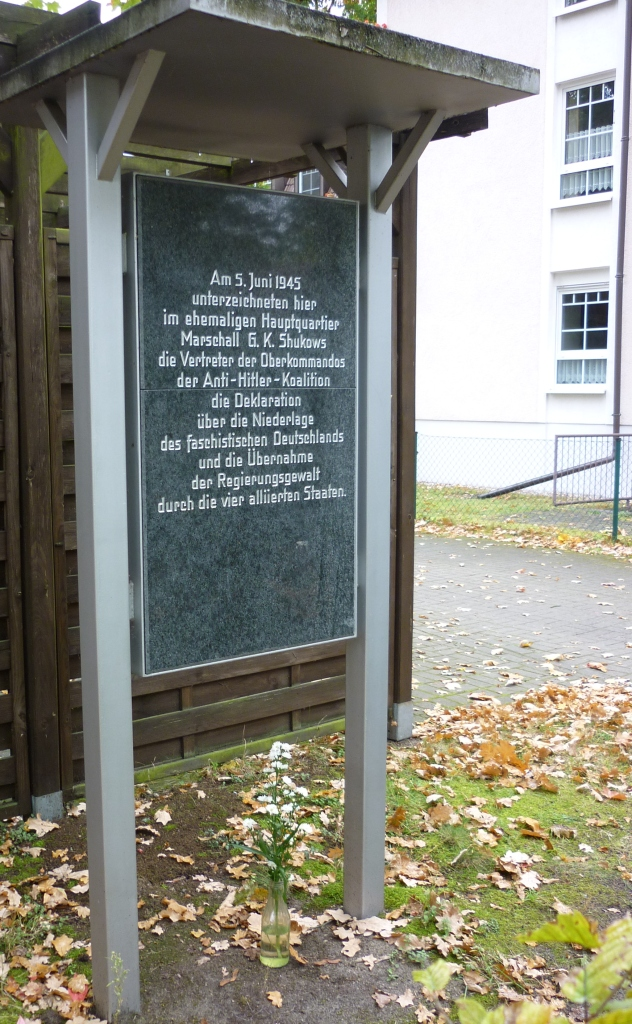
Пам'ятна дошка про керівництво радянського маршала Жукова під час підписання союзницькою угоди про військову окупацію Німеччини.

Пам'ятник (зображення вище) було встановлено на місці в районі Венденшлосс у Берліні- Кьопенік на вулиці Нібергалл. У перекладі з німецької воно звучить так:
5 червня 1945 року в колишньому штаб-квартирі маршала Г. К. Жукова тут представники вищих команд Об'єднаного антигітлерівського коаліційного командування підписали Декларацію про поразку нацистської Німеччини та припинення урядової влади через чотири союзні держави.